# Assur-uballit II
Assur-uballit II (... – Carre, 609 a.C.) è stato l'ultimo sovrano dell'Assiria dal 612 a.C. ca. al 609 a.C.
Probabilmente figlio di Assurbanipal e fratello di Sin-shar-ishkun, salì al trono dopo la conquista di Ninive da parte dei babilonesi e dei medi. Pose la sua capitale presso la città di Harran (Carre).
Con l'aiuto delle forze egizie, unite alle ultime armate assire, Ashur-uballit fu capace di resistere e mantenere la città contro l'assalto combinato delle armate babilonesi e medie. Quando nel 610 a.C. le forze egizie si ritirarono per tornare nella madrepatria, il re non ebbe più alcuna possibilità di difesa e la città di Harran fu occupata e saccheggiata.
L'Assiria chiese nuovamente aiuto all'Egitto e lo stesso faraone Necho II guidò l'esercito di soccorso; il re Giosia di Giuda, alleato dei babilonesi, cercò di fermare o almeno di ritardare gli egizi, ma fu sconfitto a Megiddo.
Il faraone Necho continuò la marcia ed unitamente alle ultime armate di Assur-uballit pose l'assedio ad Harran, ma furono sconfitti.
Si pensa che Assur-uballit sia stato ucciso durante l'assedio, poiché non viene più citato da alcuna fonte.